# عین سیدی شریف
عین سیدی شریف (به عربی: عين سيدي شريف) یک شهرداری در الجزایر است که در ناحیه ماسره واقع شده‌است.
 عین سیدی شریف  ۷٬۸۱۹ نفر جمعیت دارد.